# اندیس ولی محمد ۱
ولی محمد ۱ یک اندیس فلزی است که در حوالی شهر مرزبان استان همدان قرار دارد و مادهٔ معدنی موجود در آن، مس است.سنگ میزبان این اندیس شیست است و دیرینگی آن به دوران ژوراسیک می‌رسد. در این اندیس، پاراژنز‌های پیریت ، مالاکیت، آزوریت، لیمونیت، کوارتز یافت می‌شوند.